# 阿爾戈英雄冰川
73°13′S 166°42′E / 73.217°S 166.700°E
阿爾戈英雄冰川是南極洲的冰川，位於維多利亞地，處於登山家山脈，全長16公里，最終在恩貝格海崖以北注入馬里納冰川，由新西蘭探險隊命名。